# Nana (gmina)
Nana – gmina w Rumunii, w okręgu Călărași. Obejmuje tylko jedną miejscowość Nana. W 2011 roku liczyła 2568 mieszkańców. 